# Bačka (Trebišov)
Bačka es un municipio situado en el distrito de Trebišov, en la región de Košice, Eslovaquia. Tiene una población estimada, a inicios de 2022, de 614 habitantes.
Está ubicado al este de la región, en la cuenca hidrográfica del río Ondava (afluente del río Bodrog que, a su vez, es afluente del Tisza), y cerca de la frontera con la región de Prešov y Hungría

## Demografía
| Año        | 1994 | 2004     | 2014   | 2024     |
| ---------- | ---- | -------- | ------ | -------- |
| Población  | 545  | 600      | 651    | 576      |
| Diferencia |      | +10,09 % | +8,5 % | −11,52 % |

| Año        | 2023 | 2024    |
| ---------- | ---- | ------- |
| Población  | 581  | 576     |
| Diferencia |      | −0,86 % |